# 장경순 (1922년)
장경순(張坰淳, 1922년 3월 23일~2022년 7월 18일)은 대한민국의 군인 출신 정치인이다. 본관은 인동(仁同)이며 호는 단원(丹原)· 하원(霞原)이다. 제6·7·8·9·10대 국회의원이며, 제6대 국회 전·후반기, 제7대 국회 전·후반기 제8대 국회에서 국회부의장을 지냈다.

## 생애
1922년 3월 23일(대한민국헌정회 호적상: 1923년 3월 23일) 전라북도 김제에서 출생하였으며 익산에서 어린 시절을 보냈다. 일제강점기 말에 일본군에 학도병으로 끌려갔으나 광복군에  투신하였다. 해방 이후 대한민국 육군사관학교에 입학해 중위로 임관하였으며 한국 전쟁에 참전했다. 
박정희, 장도영, 김종필 등과 함께 5·16 군사 정변에 가담하였으며 농림부 장관을 역임했다.
1963년에 중장으로 예편하였으며 민주공화당에 입당하여 제6대 국회의원 선거를 앞두고 김제군 선거구에 출마해 당선되었다. 그 후 대한민국의 제6·7·8·9·10대 국회의원을 지냈으며 1963년에서 1971년까지 국회부의장을 지내며 최장기 국회부의장이라는 기록을 세웠다.
1980년 전두환, 노태우 등 신군부가 쿠데타를 일으키면서 신군부가 들어서자 정계를 은퇴하였으며 대한민국헌정회 회장, 자유수호운동본부 명예회장 등을 역임하였다.
2022년 7월 18일, 100세의 나이로 사망했다.

## 학력
- 경성 배재고등보통학교 졸업(1941년)
- 도요 대학 척식산업학과 학사(1945년)
- 육군사관학교 6기(1948년)
- 육군보병학교 졸업(1949년)
- 육군포병학교 졸업(1950년)
- 육군공병학교 졸업(1952년)
- 대한민국 육군대학 졸업(1955년)
- 국방대학교 행정학사 3기(1958년)

### 명예 박사 학위
- 전북대학교 명예 농학박사
- 경희대학교 명예 법학박사

## 역대 선거 결과
|  | 66.50% |

|  | 69.67% |

|  | 57.81% |

|  | 22.83% |

|  | 28.02% |

## 장경순을 연기한 배우

### 텔레비전 드라마
- 반문섭 - 《제2공화국》 - 1989년 MBC 드라마
- 최동준 - 《제3공화국》 - 1993년 MBC 드라마

## 같이 보기
- 5·16 군사 정변
- 대한민국 제3공화국
- 대한민국 제4공화국
- 재건당
- 민주공화당
- 한국국민당